# باشگاه فوتبال لئون
باشگاه فوتبال لئون (اسپانیایی: Club León‎) یک باشگاه فوتبال است که در شهر لئون مکزیک پایه‌گذاری شده‌است.